# Gerente de familia
Gerente de familia es una telecomedia de origen argentina de 1993, que consta de 89 capítulos, protagonizada por Arnaldo André y Andrea Bonelli. Esta producción de Maestro & Vainman fue emitida por Canal 13 los martes a las 21 horas alcanzando altos puntos de audiencia hasta llegar a ser uno de los programas más vistos.

## Argumento
La serie contaba la historia de Juan (Arnaldo André), una suerte de mayordomo, que llega a la casa de la odontóloga Lucía Guerra (Andrea Bonelli) en busca de trabajo. Ella lo contrata para que organice su consultorio, su casa y su familia.
Lucía es una profesional divorciada con un hijo de 10 años, Tomás, y además tiene un "novio", Patricio (Mauricio Dayub), que nunca está presente cuando ella lo necesita. Su hermano menor es Lucas (Ezequiel Rodríguez), un adolescente que está en 5° año. Gloria (Susana Lanteri), su madre, también vive dentro de su casa. Una de sus hermanas, Nora (Patricia Etchegoyen), está casada con Plácido (Pompeyo Audivert) y la otra es Victoria, una joven "independiente". Todos dependen económicamente de Lucía y desde ahora será Juan quien debe lidiar con todos ellos.
Finalmente se irán enamorando hasta lograr casarse al final de la primera temporada. Pero, los problemas no se acabaron ya que aunque estén casados, la familia los sigue.
En esta producción Arnaldo André se destapó como un comediante excepcional, Andrea Bonelli tuvo su primer papel protagonista, Susana Lanteri dejó de lado sus papeles dramáticos, Pata Echegoyen se olvidó de las telenovelas y Pompeyo Audivert demostró que no es solo un hombre de teatro.
Alejandra Majluf también hizo un papel excepcional al interpretar a la joven independiente (solo era un dicho), rebelde e irreverente que depende de su hermana para vivir.

## Elenco
- Arnaldo André como Juan.
- Andrea Bonelli como Lucía.
- José Luis Cardozo como Tomás.
- Susana Lanteri como Gloria.
- Alejandra Majluf como Victoria.
- Patricia Etchegoyen como Nora.
- Pompeyo Audivert como Plácido.
- Ezequiel Rodríguez como Lucas.
- Jorge Sassi como Bernardo.
- Mauricio Dayub como Patricio.
- José Simón como el portero.
- Monica Garimaldi como Maruja.
- Magela Zanotta
- Graciela Stéfani como Valeria
- Silvina Bosco
- Alexis Rodal
- Maurice Jouvet
- Luis Albano
- María José Gabin
- Jean Pierre Noher
- Héctor Malamud
- Perla Santalla
- María Valenzuela
- Carolina Vespa
- Diana Lamas como Margarita.
- Mónica Gonzaga como Socorro.
- Carolina Fal como Débora.
- Soledad Villamil como Sofía.
- Chang Sung Kim como el almacenero
- Martin Karpan
- Néstor Zacco como el abogado.

- EQUIPO TÉCNICO:
- Asesora de vestuario: Martha Trobbiani
- Sonido: Héctor Santoiano - Raúl Christiansen
- Escenografía: Seijas
- Iluminación: Jorge Correa - Hugo Correa
- Coordinación de producción: Ezequiel Groisman - Pablo Ferreiro - Gustavo Peduto
- Producción: Matías Alonso - Ezequiel Groisman
- Dirección: Eduardo Mazzitelli - Oscar Maresca